# 迴轉壽司
迴轉壽司，亦称旋轉壽司，是壽司餐廳的一種。師傅把製作好的壽司放在盤子後擺在運輸帶上，運輸帶圍繞餐廳的坐檯而行。
顧客雖然可以要求師傅個別製作壽司，不過大部分還是於運輸帶上挑選想吃的壽司。壽司按價錢放在不同顏色的盤子上，通常每盘价格在100到500日元之间。用膳後，店員依照顧客桌上的盤子而結算帳單（一般除回收盖子外不得将盘子放回）。迴轉壽司的運輸帶上除了壽司之外，還有其他日式小吃、炸物、鋁箔包飲料、水果、甜點、冰品、湯、甚至是酒类等。迴轉壽司店的菜单通常比傳統壽司店的價錢來得大眾化，而最受歡迎的迴轉壽司店由於顧客流量高，因此料通常放置之后也應該要确保新鮮，壽司在運輸帶上的時間也相對需要控制的技术。

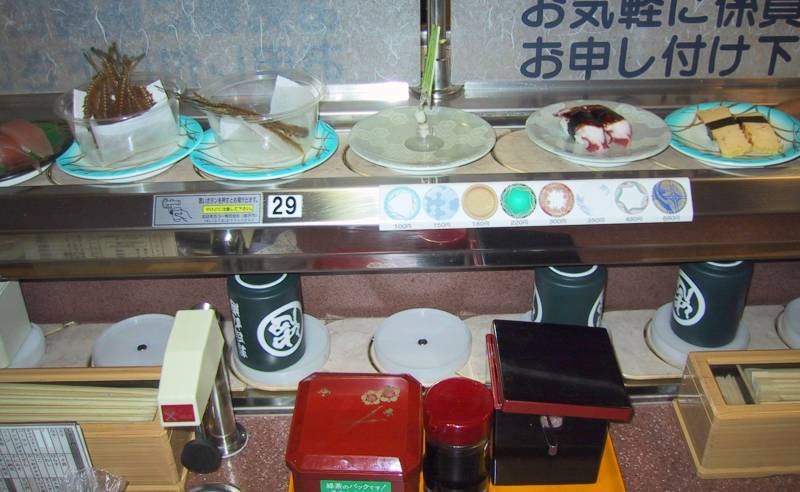
顧客從運輸帶上挑選想吃的壽司，此为双层式设计

有别于高档寿司店只有师傅调味，顧客桌上一般已經放好所需的作料，例如醬油、紫薑和山葵。其他用品如木筷子、小勺子、熱茶、水、湿紙巾等，顧客也能在桌上拿到。

## 歷史

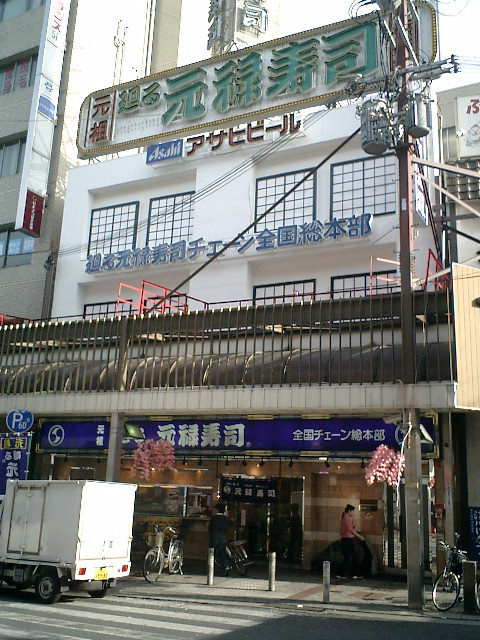
元祿壽司　布施本部店

迴轉壽司由白石義明（1914－2001年）于大阪發明。白石當時經營的壽司店人手不足（一般日本傳統壽司店都是由師傅捏好後，學徒捧著壽司盤送到顧客面前，还要调味相当费工），在看到朝日啤酒廠的啤酒瓶運輸帶後，靈機一觸將這種概念引用到壽司店中。經過五年的發展，1958年白石於大阪開設第一間迴轉壽司店，名為「元祿寿司」。在業務發展的高峰期，元祿寿司的240家分店遍佈日本各地。2001年則回降到11家。對於在日本西部開設店舖的元祿壽司，宮城縣的一家公司平祿壽司（現：焼肉坂井ホールディングス）獲得了元祿壽司在日本東部的經營權合約。一年後，即1968年，元祿壽司特許經營在宮城縣仙台市開業（現：平祿壽司）。據元祿產業介紹，這是日本東部第一家傳送帶壽司店。元祿壽司在 1970 年（昭和 45 年）舉辦的日本萬國博覽會上展出並獲獎後，人氣瞬間上升。 1975年（昭和50年），位於關東北部的元祿壽司加盟商（元氣壽司的前身）開始在郊區開設店鋪，引發了郊區店舖的增加。自 1970 年代以來，元祿壽司專營店遍布全國，鼎盛時期達到 200 多家店鋪。
起初，所有的客戶都是肩並肩面對運輸帶坐著，可是這樣對團體顧客來說十分不便，因此不受歡迎。漸漸地，店家開始在運輸帶旁適當的地方加上桌子，如此一条带子上可以服务更多人，每桌最多可以坐六個人。這樣在供應相同數量顧客的情況之下，亦可減少運輸帶所需的長度成本。
有人研究認為最理想的壽司運輸帶速度是每秒8厘米，這確保了運輸過程中的安全不掉落的同時也照顧到客流量。迴轉壽司的模式雖然需要較少的店員維持，不過在迴轉的過程壽司也乾得比較快。一般來說，運輸帶順時針方向流動，讓多數右撇子的顧客用右手拿着筷子的同時，能用左手提起運輸帶上的盤子。
白石曾經發明「機器人壽司」，也就是由機器人來傳送壽司，但並未取得商業上的成功，不过机器捏制醋饭已经普及。

## 發展情況

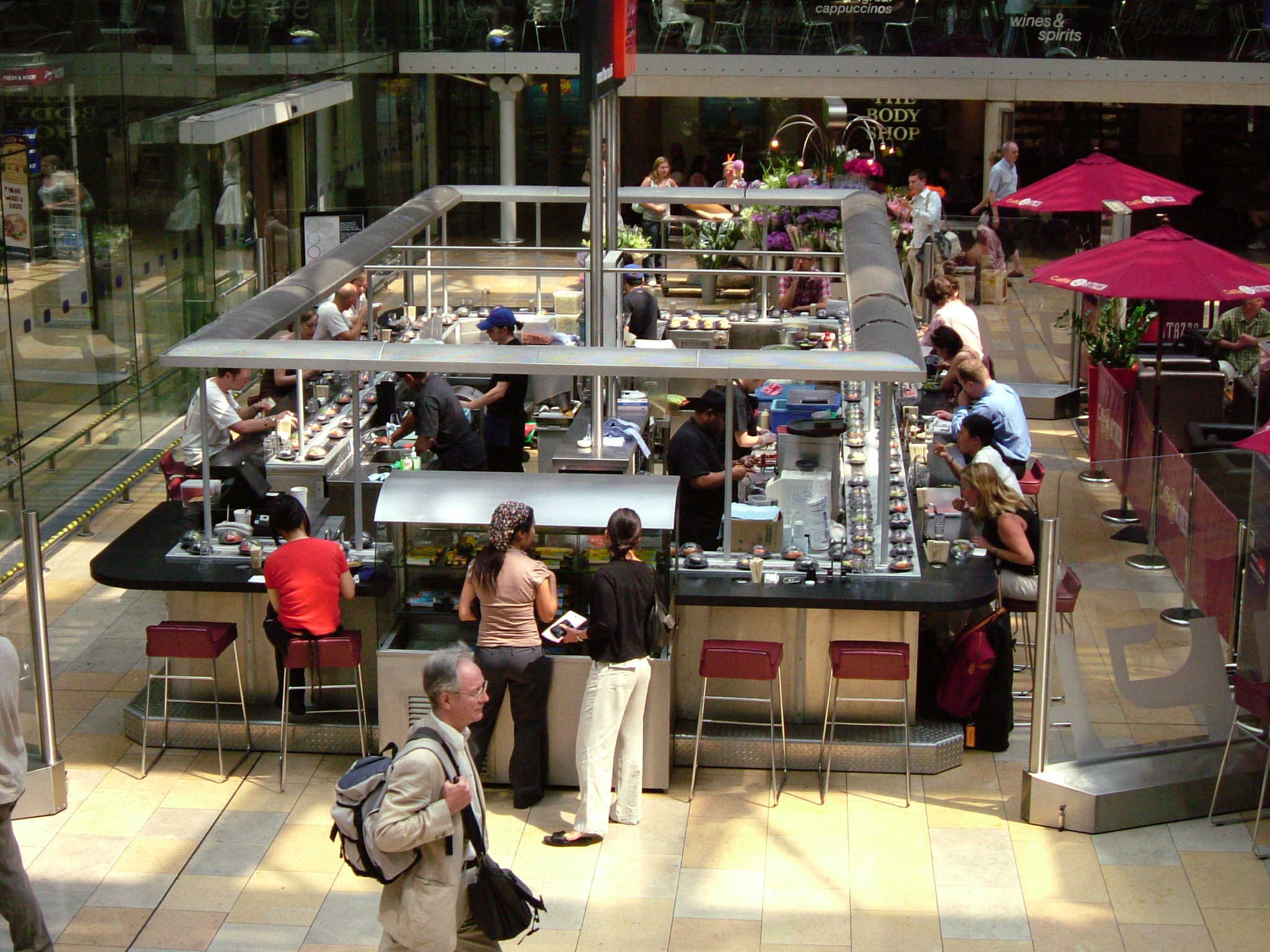
倫敦帕丁頓火車站的一家開放式回轉壽司店

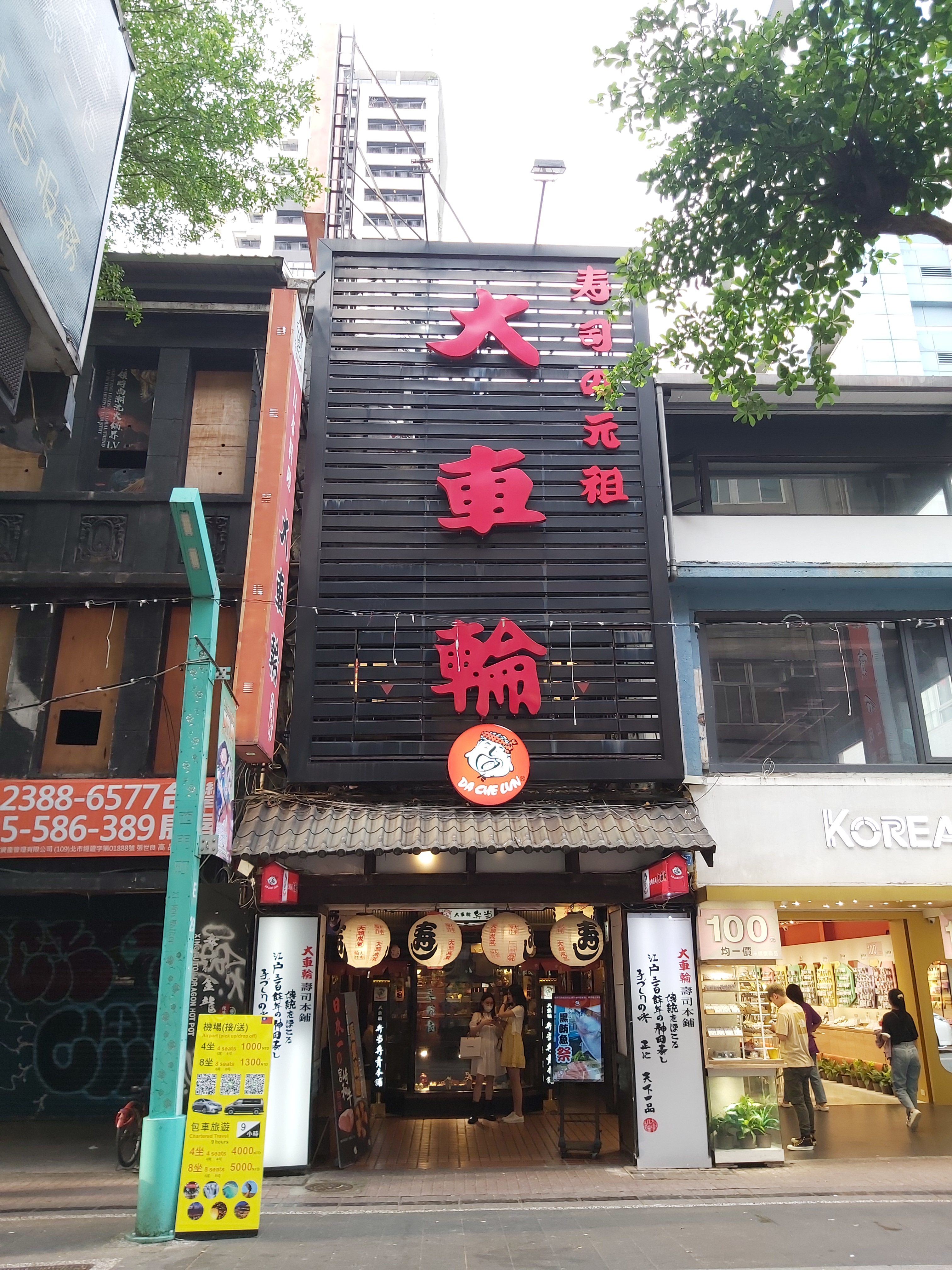
臺北市西門町的大車輪火車壽司為以火車為主題的迴轉壽司店

与速食店类似，工业化理念的迴轉壽司，被发明后很快攻城略地，日本國內每年的迴轉壽司市場營運額高達2千4百億日圓，2001年統計全國分店高達3000家。世界各地也存在着為數不少的迴轉壽司店。這讓傳統的壽司店面對非常大的競爭，不少手藝不夠好的傳統壽司店會面臨倒閉。
在大阪博覽會出現了迴轉壽司餐廳之後，1970年是迴轉壽司餐廳第一次迅速發展時期。當外食開始流行後，1980年是第二波迅速發展時期。而在1990年代經濟泡沫破滅之後，便宜的餐廳開始受到歡迎，這是迴轉壽司餐廳在日本本土的最後一次快速發展時期，21世纪后则开始在海外流行。
大中華地區存在着類似的壽司店，由於壽司文化不如日本普遍，廉價的大眾迴轉壽司成為最常見的壽司店。香港初時有「元綠壽司」、而上海則有「緣祿壽司」、台灣有「爭鮮迴轉壽司」。這些分店與迴轉壽司的鼻祖「元祿壽司」無關。香港的「元綠壽司」甚至用海藻副產品「人工鮭魚卵」來製作壽司，現已全線結業。現時香港受歡迎的迴轉壽司店為壽司郎。

## 外部連結
维基共享资源上的相關多媒體資源：迴轉壽司